# 朱邃塀
慶莊王朱邃塀（1448年—1491年），明朝第四代慶王，康王朱秩煃的庶次子。他在天順二年（1458年）五月受封岐陽王，成化十七年（1481年）晉封慶王。他在位十年。弘治四年（1491年）朱邃塀去世，三年後其子朱寘錖嗣位。